# 마이크로칩 테크놀로지
마이크로칩 테크놀로지(Microchip Technology)는 미국의 마이크로 컨트롤러, 메모리 및 아날로그 반도체 제조업체이다.

## 제품
마이크로 컨트롤러 (PICmicro, dsPIC / PIC24, PIC32, AVR, AVR32 및 SAM), 직렬 EEPROM 장치, 직렬 SRAM 장치, KEELOQ 장치, 무선 주파수 장치(RF devices) 등 인터페이스 및 혼합 신호 장치 그리고 일부 인터페이스 장치에는 USB, ZigBee / MiWi, Controller Area Network, LoRa, SIGFOX 및 이더넷이 포함된다.

## 현황
애리조나 주 챈들러에 본사를 두고 애리조나 템피, 오리건, 콜로라도주 콜로라도 스프링스에 소재한 웨이퍼 팹, 태국 차층사오(Chachoengsao)조립/시험 시설을 그리고 2016년 3월 31일 종료되는 회계 연도의 매출은 2,173,334,000 달러였다.
주요 경쟁사에는 Analog Devices, Infineon, Maxim Integrated Products, NXP Semiconductors (이전에 Philips), Renesas Electronics, STMicroelectronics 및 Texas Instruments가 있다.

## 같이 보기
- PIC 마이크로컨트롤러
- 블랙핀